# IBM System/360

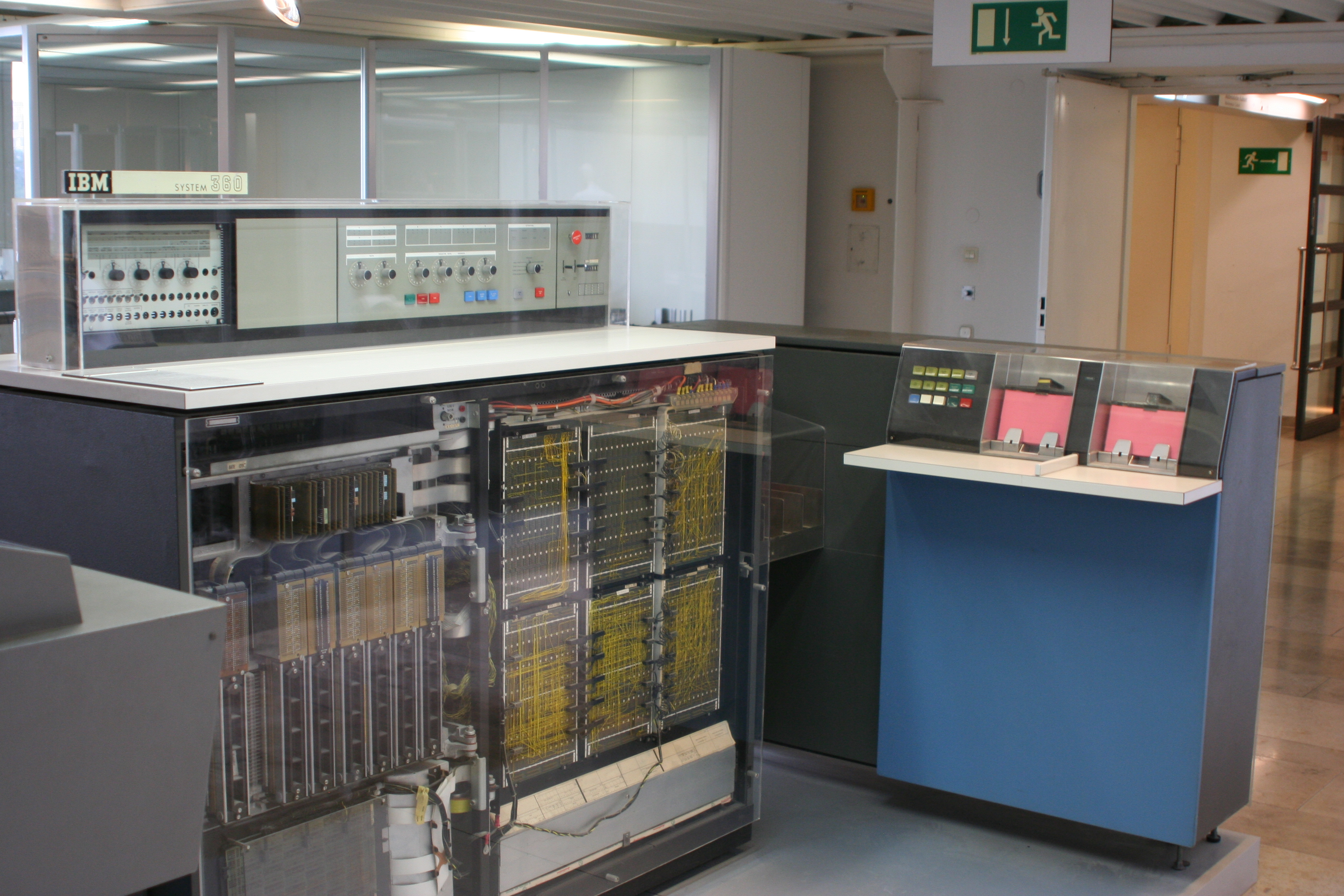
Un IBM System/360-20 (amb panells frontals remoguts), amb l'IBM 2560 MFCM (Multi-Function Card Machine).

L'IBM System/360 (S/360) va ser una família d'ordinadors centrals anunciada per IBM el 7 d'abril de 1964, i distribuïda entre 1965 i 1978. Va ser la primera família d'ordinadors dissenyada per cobrir una gamma completa d'aplicacions, des de petites a grans, tant comercials com científiques. El disseny fa una clara distinció entre l'arquitectura i l'aplicació, el que ha permès a l'IBM llançar una sèrie de dissenys compatibles a preus diferents. Tots, excepte els sistemes més costosos han utilitzat microprogramari per implementar el conjunt d'instruccions, que presentava un byte de 8 bits d'adreçament i càlculs en binari, decimal i de coma flotant.
Els models System/360 més lents anunciats el 1964, oscil·laven en velocitat de 0,0018 a 0,034 MIPS; i els models més ràpids eren aproximadament 50 cops més ràpids amb 8 kB i fins a 8 MB de memòria interna principal, encara que aquesta última era inusual, i fins a 8 megabytes d'emmagatzematge més lent Large Core Storage (LCS). Un sistema gran podria tenir tan poc com 256 kB de memòria principal, però 512 kB, 768 kB o 1024 kB eren més comuns.
El System/360 va ser un gran èxit de vendes, el que va permetre als clients comprar un sistema més petit amb el coneixement que sempre serien capaços de migrar cap amunt si les seves necessitats creixessin, sense una reprogramació del programari d'aplicació o substitució de dispositius perifèrics. El seu disseny és considerat per molts com un dels més reeixits de la història, que ha influït en el disseny d'ordinadors en els propers anys.
L'arquitecte cap del System/360 va ser Gene Amdahl, i el projecte va ser dirigit per Fred Brooks, responsable davant el president Thomas J. Watson Jr.. L'estrena comercial va ser dirigida per un altre dels encarregats de Watson, John R. Opel, que va dirigir el llançament de la família d'ordinadors centrals IBM System/360 el 1964.
La compatibilitat a nivell d'aplicació (amb algunes restriccions) per programari del System/360 es manté fins als nostres dies, amb els ordinadors IBM zSeries.